# Sungai Patai
Sungai Patai is een bestuurslaag in het regentschap Tanah Datar van de provincie West-Sumatra, Indonesië. Sungai Patai telt 1967 inwoners (volkstelling 2010).